# William Palin Elderton
William Palin Elderton (Oslo, 1877 - 1962) foi um estatístico e atuário que escreveu algumas das primeiras obras didáticas sobre estatística e demografia.
Escreveu ainda pelo menos 8 livros, alguns em parceria com sua irmã Ethel Elderton como Primer of Statistics, de 1909. 
Dois de seus livros, On a form of Spurious Selection (de 1906) e Notes on the Construction of Mortality Tables (de 1912, em parceria com Richard Clift Fippard), tiveram grande importância no desenvolvimento da ciência atuarial. Entre 1932 e 1934 foi presidente do Instituto de Atuária do Reino Unido.
Elderton foi palestrante convidado do Congresso Internacional de Matemáticos em Roma (1908).